# Lista de primazes da Igreja Ortodoxa na América
Este artigo é uma lista de primazes da Igreja Ortodoxa na América (em inglês:  Orthodox Church in America - OCA).

## História

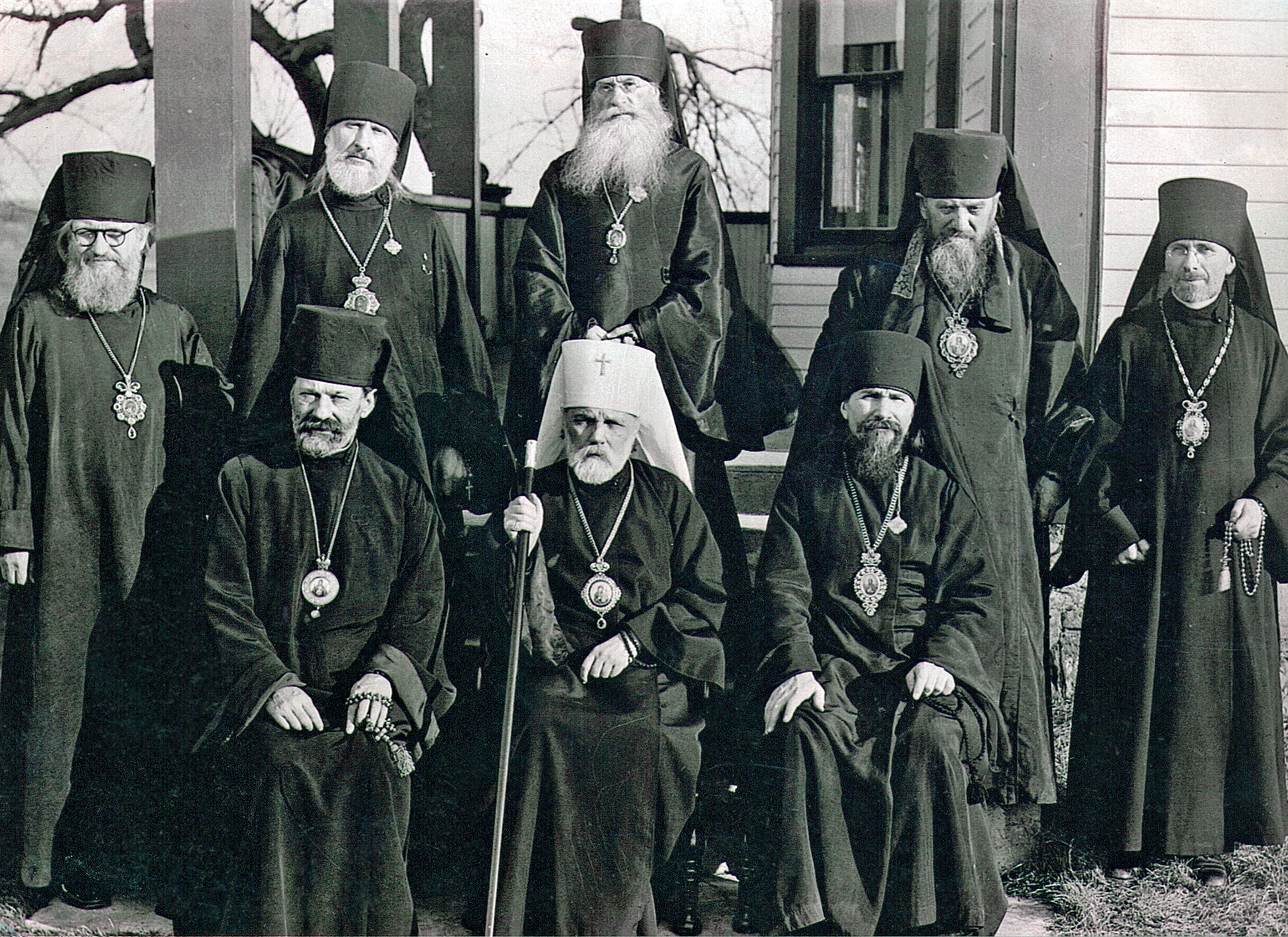
Hierarcas da metrópole norte-americana no final da década de 1930. Sentados: arcebispo Adam (Philippovski), metropolita Teófilo (Pashkovski), arcebispo Vitálio (Maximenko); Em pé: bispo Macário (Ilyinski), bispo Leôncio (Turkevich), bispo Jerome (Chernov), bispo Arsenio (Chagovets), bispo Veniamin (Basaliga).

Antes do início da década de 1920, todos os cristãos ortodoxos russos no continente norte-americano estavam sob a jurisdição direta da Igreja Ortodoxa Russa. Esta diocese norte-americana (conhecida por vários nomes ao longo de sua história) foi governada por um bispo ou arcebispo designado pela Igreja russa.
Após a Revolução Bolchevique de 1917, a comunicação entre a Igreja Ortodoxa Russa e as Igrejas da América do Norte foi quase completamente cortada. Em 1920, o patriarca Ticônio de Moscou ordenou que todas as Igrejas ortodoxas russas fora da Rússia se governassem de forma autônoma até que a comunicação e as viagens regulares pudessem ser retomadas. Além disso, um punhado de comunidades ortodoxas que estavam sob o domínio dos russos, mas com antecedentes não russos, recorreram às Igrejas ortodoxas em suas respectivas pátrias para cuidado pastoral e governança.
Depois de declarar a autonomia da diocese norte-americana (conhecida como "metrópole") em fevereiro de 1924, o arcebispo Platão (Rozhdestvenski) tornou-se o primeiro metropolita de toda a América e Canadá. Desde então, o primaz da OCA é conhecido como Metropolita de Toda a América e Canadá, além de seu papel como arcebispo de uma diocese da OCA. Quando a OCA (então conhecida como Igreja Greco-Católica Ortodoxa Russa na América do Norte) recebeu autocefalia pela Igreja russa em 1970, ela foi renomeada para Igreja Ortodoxa na América, e o metropolita governante foi concedido o título adicional de Sua Beatitude.

## Bispos de Kodiak
Bispo do vicariato de Kodiak, diocese de Irkutsk da Igreja Ortodoxa Russa.
- Josafá (Bolotov) (1799) - Bispo vigário de Kodiak, auxiliar da diocese de Irkutsk. Joasaf foi eleito bispo em 1796, mas as notícias não chegaram a ele até 1798. Ele retornou a Irkutsk e foi consagrado em 1799, mas morreu durante sua viagem de volta ao Alasca.

## Bispos de Kamchatka, Ilhas Curilas e Aleutas
Bispo da diocese de Kamchatka, Ilhas Curilas e Aleutas da Igreja Ortodoxa Russa.
- Inocêncio (Veniaminov) (1840–1850) - Bispo de Kamchatka, Ilhas Curilas e Aleutas;

## Arcebispos de Kamchatka, Ilhas Curilas e Aleutas
Arcebispo da arquidiocese de Kamchatka, Ilhas Curilas e Aleutas da Igreja Ortodoxa Russa
- Inocêncio (Veniaminov) (1850–1868) - Arcebispo de Kamchatka, Ilhas Curilas e Aleutas.

## Bispo de Novoarkhangelsk
Bispos do vicariato de Novoarkhangelsk, diocese de Kamchatka da Igreja Ortodoxa Russa.
- Pedro (Ekaterinovski) (1859–1866) - Bispo vigário de Novoarkhangelsk, auxiliar da diocese de Kamchatka;
- Paulo (Povo) (1866-1870) - Bispo vigário de Novoarkhangelsk, auxiliar da Diocese de Kamchatka. Com a compra do Alasca em 1867, o Alasca tornou-se território dos Estados Unidos.

## Bispos das Aleutas e Alasca
Bispos da diocese das Aleutas e Alasca da Igreja Ortodoxa Russa.
- João (Mitropolski) (1870–1877) - Bispo das Aleutas e do Alasca;
- Nestor (Zass) (1878–1882) - Bispo das Aleutas e do Alasca. Após a morte do bispo Nestor em 1882, a diocese das Aleutas e do Alasca ficou sob a jurisdição do metropolita de São Petersburgo até 1887;
- Vladimir (Sokolovski-Avtonomov) (1887–1891) - Bispo das Aleutas e do Alasca;
- Nicolau (Adoratski) (1891) - Bispo das Aleutas e do Alasca. O bispo Nicolau foi transferido para outra sé antes de viajar para a América do Norte para assumir suas funções como bispo governante.
- Nicolau (Ziorov) - (1891–1898) - Bispo das Aleutas e do Alasca. Em 1898, o bispo Nicolau foi transferido para a Rússia, para servir como arcebispo da diocese de Tver e Kashin.
- Ticônio (Bellavin) (1898–1900) - Bispo das Aleutas e do Alasca.

## Bispos das Aleutas e da América do Norte
Bispo da diocese das Aleutas e da América do Norte da Igreja Ortodoxa Russa.
- Ticônio (Bellavin) (1900–1905) - Bispo das Aleutas e América do Norte. O bispo Ticônio introduziu muitas mudanças na estrutura diocesana, inclusive renomeando-a para diocese das Aleutas e América do Norte.

## Arcebispos das Aleutas e da América do Norte
Arcebispos da arquidiocese das Aleutas e da América do Norte da Igreja Ortodoxa Russa.
- Ticônio (Bellavin) (1905–1907) - Arcebispo das Aleutas e América do Norte. O bispo Ticônio foi elevado a arcebispo quando a diocese se tornou arquidiocese em 1905. Ele retornou à Rússia em 1907;
- Platão (Rojdestvenski) (1907–1914) - Arcebispo das Aleutas e América do Norte;
- Evdokim (Mescherski) (1914-1918) - Arcebispo das Aleutas e América do Norte. O arcebispo Evdokim retornou à Rússia e foi nomeado arcebispo de Nizhegorod em 1919.
- Alexandre (Nemolovski) (1919–1922) - Arcebispo das Aleutas e América do Norte. O arcebispo Alexandre deixou os Estados Unidos em 1922 e foi substituído pelo metropolita Platão.

## Metropolitas de Toda América e Canadá (autônomos)
Primazes da metrópole autônoma da Igreja Ortodoxa Russa (também conhecida como Igreja Greco-Católica Ortodoxa Russa na América do Norte).
- Platão (Rojdestvenski) (1922-1934) - Metropolita de Toda a América e Canadá;
- Teófilo (Pashkovski) (1934-1950) - Arcebispo de São Francisco, metropolita de Toda a América e Canadá. Teófilo foi eleito metropolita após a morte de metropolita Platão em 1934.
- Leôncio (Turkevich) (1950-1965) - Arcebispo de Nova Iorque, metropolita de Toda a América e Canadá.

## Metropolitas de Toda América e Canadá (autocéfalos)
Primazes da Igreja Ortodoxa na América.
- Irineu (Bekish) (1965–1977) - Arcebispo de Nova Iorque, metropolita de Toda a América e Canadá. Em 1970, a metrópole russa (também conhecida como Igreja Greco-Católica Ortodoxa Russa na América do Norte) recebeu autocefalia e foi renomeada como Igreja Ortodoxa na América;
  - Silvestre (Haruns) (1974–1977) - Arcebispo de Montreal e Canadá, administrador temporário da Igreja Ortodoxa na América. O arcebispo Silvestre foi nomeado administrador temporário em 1974 e cuidou dos negócios do dia-a-dia da Igreja para o metropolita Irineu, cuja saúde estava falhando.
- Teodósio (Lazor) (1977-1980) - Arcebispo de Nova Iorque, metropolita de Toda a América e Canadá;
- Teodósio (Lazor) (1981–2002) - Arcebispo de Washington, metropolita de Toda a América e Canadá. Entrou na aposentadoria após sofrer uma série de derrames em 2 de abril de 2002;
- Germano (Swaiko) (2002–2005) - Arcebispo de Washington, metropolita de Toda a América e Canadá;
- Germano (Swaiko) (2005–2008) - Arcebispo de Washington e Nova Iorque, metropolita de Toda a América e Canadá. Renunciou voluntariamente a pedido do Comitê Especial de Investigação da OCA em 4 de setembro de 2008. O arcebispo Dmitri de Dallas serviu como lugar-tenente até que um sucessor fosse nomeado;
- Jonas (Paffhausen) (2008–2009) - Arcebispo de Washington e Nova Iorque, metropolita de Toda a América e Canadá;
- Jonas (Paffhausen) (2009–2012) - Arcebispo de Washington, metropolita de Toda a América e Canadá. Renunciou em 6 de julho de 2012;[2]

- Ticônio (Mollard) (2012–Presente) - Arcebispo de Washington, metropolita de Toda a América e Canadá. Ticônio é o segundo metropolita da OCA que não foi criado como cristão ortodoxo.